# Lučani
Lučani (v srbské cyrilici Лучани) jsou obec na západě Srbska. V roce 2011 měly 3387 obyvatel. Jsou sídlem stejnojmenné opštiny. Nacházejí se na řece Bjelica, na západním okraji Ovčarsko-kablarské soutěsky.
Město je napojeno na silnici Kraljevo-Požega. Železniční spojení má v blízké obci Boračko prostřednictvím trati Požega–Stalać. Do místní továrny existuje vlečka, která prochází městem. Většina města byla v současné podobě vybudována po druhé světové válce.[zdroj?]
Obec má vlastní základní školu. V jižní části obce se nachází továrna na výrobu střelného prachu a zbraní. V blízkosti města se nachází také obec Guča, proslavená festivalem tradiční srbské hudby.

## Rodáci
- Radmila Bakočević, operní pěvkyně
- Boban Janković, basketbalista
- Radojica Vasić, fotbalista
- Milan Bojović, fotbalista
- Ratko Dostanić, fotbalový trenér
- Željko Tanasković, olympijský volejbalista